# Antichi Stati italiani
Gli antichi Stati italiani furono le numerose entità territoriali politiche, autonome ed indipendenti, esistite in Italia prima della proclamazione del Regno d'Italia, avvenuta nel 1861.
Il concetto di Stato si sviluppò nella riflessione politica italiana a partire dal XV secolo, grazie all'opera di alcuni letterati come Niccolò Machiavelli e trovò piena e reale applicazione solo dopo la Rivoluzione francese. Nel corso dei secoli i diversi stati italiani hanno avuto tra loro diverse forme di governo, tra questi possiamo citare repubbliche e monarchie. Nonostante l'esistenza di molti Stati, quelli che si sono distinti e bilanciavano il potere della penisola italiana nel corso dei secoli furono gli Stati Pontifici, la Repubblica di Venezia, la Repubblica di Firenze, il Ducato di Milano, il Regno di Napoli e il Regno di Sicilia.
A differenza degli altri Stati italiani, Stati come la Repubblica di Venezia, e la Repubblica di Genova, dette anche repubbliche marinare, grazie alle loro potenze navali, andarono oltre le conquiste dei territori limitrofi all'interno della penisola italiana, conquistando diversi territori attraverso il Mediterraneo e il Mar Nero. Di seguito è riportato l'elenco di questi Stati, organizzati per data, dall'antichità sino all'unità d'Italia. Tra parentesi, dove indicate, le dinastie regnanti.

## Antichità
Le antiche popolazioni dell'Italia, costituite in elaborate città-stato o semplici tribù,  possono classificarsi in:
- di lingua non-indoeuropea (le lingue di alcune di queste popolazioni sono documentate da iscrizioni, mentre su altre le informazioni sulla lingua sono ricavate da onomastica e toponomastica):

Etruschi, Liguri, Euganei, Reti, Camuni, Sicani, Sardi (suddivisi in Iolei, Balari - forse di lingua indoeuropea - e Corsi).
- di lingua indoeuropea, a loro volta differenziati in:

Latini (compresi i Falisci), Capenati, Siculi, Ausoni-Aurunci, Campani, Opici, Enotri, Itali (suddivisi in Morgeti, Siculi), Elimi, Sabini, Piceni, Umbri, Sanniti (Carricini, Pentri, Caudini e Irpini, che insieme formavano la Lega sannitica), Osci, Lucani (tra i quali gli Ursentini), Bruzi, Sabelli adriatici (Marsi, Peligni, Marrucini, Frentani, Pretuzi, Vestini), Apuli, Sabelli tirrenici (Ernici, Equi, Volsci).
Altra affiliazione:
Gli Iapigi (di probabile origine illirica e suddivisi in Dauni, Peucezi e Messapi), i Veneti, i Rutuli (di origine ignota), i Celti (Boi, Cenomani, Senoni, Orobi, Leponti, Carni, ecc.), i coloni Greci della Magna Grecia e delle altre colonie greche in Italia (Italioti, Sicelioti).
La città-stato latina di Roma, centro della Repubblica romana e poi dell'Impero romano, riuscì a confederare tutta l'Italia sotto la sua guida. In particolare, nell'alto Impero l'Italia romana godette di uno status giuridico privilegiato e di condizioni materiali e politiche migliori rispetto alle province, anche se questa differenza si andò gradualmente attenuando e, entro il tardo Impero, si era annullata del tutto.
La caduta dell'Impero romano d'Occidente (476) portò alla formazione dei regni romano-barbarici.

## Primi secoli del Medioevo
Dopo la deposizione dell'ultimo imperatore romano d'Occidente, Romolo Augusto, la penisola italiana fu sotto la sovranità formale degli imperatori d'Oriente, che consentiva a dei sovrani germanici di governare in sua vece. Di fatto, questa sottomissione fu solo formale e, come nel resto dell'Occidente romano, in Italia si formarono dei regni romano-germanici:
- Regno di Odoacre
- Regno ostrogoto

Dopo la guerra gotica la penisola passò interamente sotto il controllo dell'Impero romano d'Oriente, sotto forma di Prefettura del pretorio d'Italia, successivamente sostituita dall'Esarcato d'Italia. Tuttavia, dopo quindici anni, nel 568, i Longobardi invasero l'Italia fondando un nuovo regno romano-germanico, anche se non riuscirono a impadronirsi dell'intera penisola, che risultò così divisa:
- Regno longobardo (568-774, con capitale Pavia);
- Esarcato d'Italia (584-751, con capitale Ravenna)

Mappa politica dell'Italia nell'anno 1000

## Età carolingia
L'Italia al tempo dei Carolingi (774-887) era suddivisa nelle seguenti entità territoriali:
- Regno d'Italia (ai Carolingi);
- Patrimonio di San Pietro (istituito da Pipino il Breve dopo le sue vittorie contro i Longobardi, nel 754 e 756, governato dal Papa sotto la protezione dei re franchi);
- Ducato di Benevento (ai Longobardi);
- Domini bizantini: Venezia, Istria costiera, isole della Dalmazia, Gaeta, Napoli, Salento, Calabria, Esarcato di Sicilia (nell'827 inizia la conquista musulmana, che si completa nel 965), Sardegna (solo nominalmente, di fatto autonoma sotto la forma di "giudicati");
- Insediamenti saraceni: Fondi, Traetto, Ponza, Capo Miseno, Sepino, Agropoli (con Punta Licosa), Bari, Taranto, Brindisi, Amantea.[12]

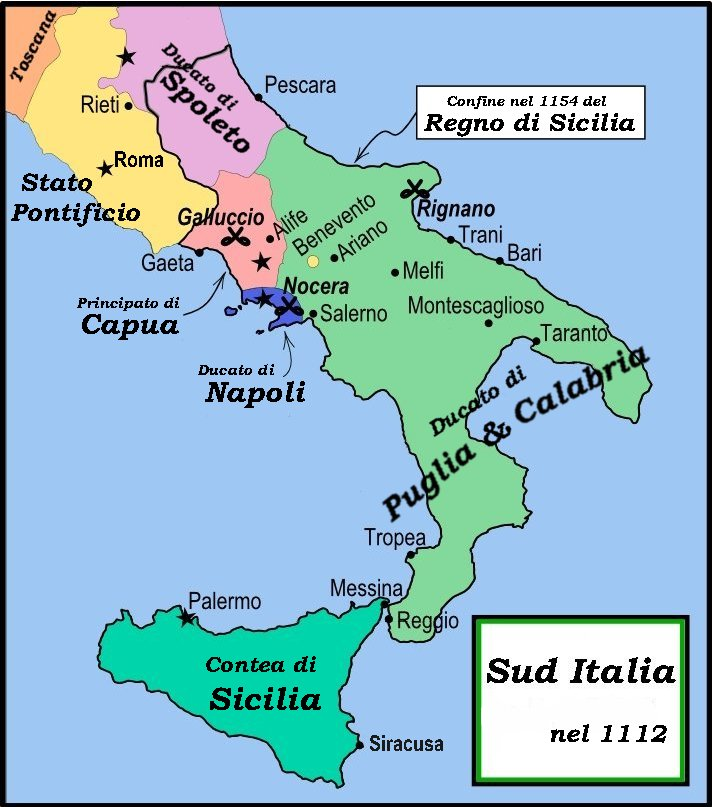
Mappa politica dell'Italia meridionale nel 1112

## Attorno all'anno Mille
Il X secolo e l'XI secolo:
| Nome                                                 | Capitale | Dinastia regnante oppure forma di governo                                     | Arco cronologico    |
| ---------------------------------------------------- | --- | ----------------------------------------------------------------------------- | ------------------- |
| Regno d'Italia                                       | Pavia | Anarchia Feudale                                                              | 888-962             |
| Regno d'Italia                                       | Pavia | Parte del Sacro Romano Impero                                                 | 962-1004            |
| Regno d'Italia                                       | Pavia | Anscarici                                                                     | 1004-1014           |
| Regno d'Italia                                       | Pavia | Parte del Sacro Romano Impero                                                 | 1014-1183           |
| Regno d'Italia                                       | Marche e ducati del Regno d'Italia: - Marca d'Ivrea - Marca arduinica (di Torino) - Marca obertenga - Marca aleramica - Marca di Verona - Marca di Tuscia - Marca Fermana - Ducato di Spoleto |                                                                               |                     |
| Patrimonio di San Pietro                             | Roma | Governo pontificio                                                            | 752-1309            |
| Principato di Benevento                              | Benevento | Longobardi                                                                    | 774-1053            |
| Principato di Capua                                  | Capua | Landolfidi (Longobardi)                                                       | 900-1059            |
| Principato di Capua                                  | Capua | Drengot Quarrel (Normanni)                                                    | 1059-1135 1155-1156 |
| Contea di Ariano                                     | Ariano | Drengot Quarrel                                                               | 1022-1059           |
| Contea di Aversa                                     | Aversa | Drengot Quarrel                                                               | 1029-1059           |
| Principato di Salerno                                | Salerno | Dauferidi                                                                     | 861-978             |
| Principato di Salerno                                | Salerno | Landolfidi                                                                    | 978-981             |
| Principato di Salerno                                | Salerno | Dinastia de Musco comite                                                      | 981-983             |
| Principato di Salerno                                | Salerno | Dinastia di Spoleto                                                           | 983-1076            |
| Principato di Taranto                                | Taranto | Altavilla                                                                     | 1088-1194           |
| Contea di Puglia                                     | Melfi | Altavilla                                                                     | 1049-1059           |
| Ducato di Puglia e Calabria                          | Melfi | Altavilla                                                                     | 1059-1077           |
| Ducato di Puglia e Calabria                          | Salerno | Altavilla                                                                     | 1077-1127           |
| Emirato di Sicilia                                   | Palermo | Kalbiti                                                                       | 948-1059            |
| Contea di Sicilia                                    | Palermo | Altavilla                                                                     | 1071-1130           |
| Territori nominalmente soggetti all'Impero bizantino | |                                                                               |                     |
| Ducato di Pentapoli                                  | Rimini, Pesaro, Ancona, Senigallia e Fano (Pentapoli Marittima) Gubbio, Cagli, Urbino, Fossombrone e Jesi (Pentapoli Annonaria)                                                               | Ducato formato da due pentapoli, delle quali facevano parte 10 città autonome | 554-752             |
| Ducato di Venezia                                    | Venezia | Monarchia elettiva                                                            | 697-1148            |
| Ducato di Gaeta                                      | Gaeta | Dinastia dei Docibili                                                         | 867-1032            |
| Ducato di Gaeta                                      | Gaeta | Dinastia longobarda dei conti d'Aquino                                        | 1045-1064           |
| Ducato di Gaeta                                      | Gaeta | Ducato di Gaeta (vassalli del Principato di Capua)                            | 1064-1140           |
| Ducato di Napoli                                     | Napoli | Dinastia dei Sergii                                                           | 840-1137            |
| Ducato di Amalfi                                     | Amalfi | Dinastia de Musco comite                                                      | 958-1073            |
| Ducato di Sorrento                                   | Sorrento | Monarchia elettiva                                                            | 839-1040            |
| Giudicato di Arborea                                 | Oristano | Famiglia Lacon Gunale Lacon-Zori                                              | X-XV sec. circa     |
| Giudicato di Cagliari                                | Santa Igia | Famiglia Lacon Gunale Lacon-Zori                                              | X-XV sec. circa     |
| Giudicato di Gallura                                 | Civita | Famiglia Lacon Gunale Lacon-Zori                                              | X-XV sec. circa     |
| Giudicato di Torres                                  | Torres | Famiglia Lacon Gunale Lacon-Zori                                              | X-XV sec. circa     |

## Età dei comuni
L'età dei comuni va all'incirca dal 1100 al 1250; in particolare, durante il regno di Federico Barbarossa (1152-1190) le entità principali erano:
| Simbolo                                                          | Nome                     | Capitale | Dinastia regnante oppure forma di governo | Arco cronologico |
| ---------------------------------------------------------------- | ------------------------ | -------- | ----------------------------------------- | ---------------- |
| Gonfalone della Chiesa al tempo di Innocenzo III                 | Patrimonio di San Pietro | Roma     | Governo pontificio                        | 752-1309         |
|                                                                  | Principato di Taranto    | Taranto  | Altavilla                                 | 1088-1194        |
| Hohenstaufen                                                     | Principato di Taranto    | Taranto  | 1194-1197                                 |                  |
| Frangipane                                                       | Principato di Taranto    | Taranto  | 1197-1249                                 |                  |
| La corona ferrea, utilizzata per l'incoronazione dei re d'Italia | Regno d'Italia           | Pavia    | Parte del Sacro Romano Impero             | 1014-1183        |
| Stemma degli Altavilla                                           | Regno di Sicilia         | Palermo  | Altavilla                                 | 1130-1198        |
|                                                                  | Repubblica di Genova     | Genova   | Repubblica                                | 1099-1797        |
|                                                                  | Repubblica di Venezia    | Venezia  | Repubblica                                | 1148-1797        |

Esistevano poi numerosi comuni autonomi di fatto, ma di diritto sudditi dell'Impero, dei quali i principali erano: Torino, Chieri, Asti, Alba, Savigliano, Tortona, Pesaro, Alessandria, Vercelli, Novara, Pavia, Lodi, Como, Bergamo, Brescia, Cremona, Crema, Milano, Mantova, Verona, Vicenza, Treviso, Padova, Bobbio, Piacenza, Parma, Prato, Reggio Emilia, Modena, Bologna, Ferrara, Firenze, Pisa, Siena, Lucca, Ancona, Perugia, Orvieto, Celano.

## Età delle signorie
La seconda metà del Duecento, il Trecento e i primi due decenni del Quattrocento:

### Liberi comuni e signorie cittadine
| Bandiera o stemma                                                    | Città             | Famiglia al potere | Parte politica | Arco cronologico    |
| -------------------------------------------------------------------- | ----------------- | ------------------ | -------------- | ------------------- |
| Stemma dei Grimaldi                                                  | Monaco            | Grimaldi           | Guelfi         | 1297-1612           |
| ?-1797                                                               | Genova            |                    | Guelfi         | 1256-1270           |
| ?-1797                                                               | Genova            | Ghibellini         | 1270-1317      |                     |
| ?-1797                                                               | Genova            | Guelfi             | 1317-1319      |                     |
|                                                                      | Milano            | Della Torre        | Guelfi         | 1259-1277 1302-1311 |
|                                                                      | Milano            | Visconti           | Ghibellini     | 1277-1302 1311-1395 |
|                                                                      | Mantova           | Bonacolsi          | Ghibellini     | 1272-1291           |
| Guelfi                                                               | Mantova           | Bonacolsi          | 1291-1299      |                     |
| Ghibellini                                                           | Mantova           | Bonacolsi          | 1299-1328      |                     |
| Ghibellini                                                           | Mantova           | Stemma gonzaghesco | Gonzaga        | 1328-1433           |
| Stemma scaligero                                                     | Verona e Vicenza  | Della Scala        | Ghibellini     | 1262-1387           |
| Stemma caminese                                                      | Treviso e Belluno | Da Camino          | Guelfi         | 1283-1312           |
|                                                                      | Padova            | Da Carrara         | Guelfi         | 1318-1405           |
| Stemma estense                                                       | Ferrara           | Este               | Guelfi         | 1209-1222 1240-1471 |
| Stemma estense                                                       | Modena            | Este               | Guelfi         | 1288-1293 1336-1452 |
| Bandiera comunale                                                    | Bologna           | Pepoli             | Guelfi         | 1337-1350           |
|                                                                      | Ravenna           | Da Polenta         | Guelfi         | 1275-1441           |
| Bandiera del Sacro Romano Impero, usata come vessillo dai ghibellini | Forlì             | Ordelaffi          | Ghibellini     | 1295-1359 1376-1480 |
| Bandiera del Sacro Romano Impero, usata come vessillo dai ghibellini | Cesena            | Ordelaffi          | Ghibellini     | 1333-1357           |
| Stemma malatestiano                                                  | Cesena            | Malatesta          | Guelfi         | 1378-1465           |
| Stemma malatestiano                                                  | Rimini            | Malatesta          | Guelfi         | 1295-1500           |
| Stemma malatestiano                                                  | Pesaro            | Malatesta          | Guelfi         | 1285-1445           |
| Stemma malatestiano                                                  | Fano              | Malatesta          | Guelfi         | 1295-1463           |
| Stemma malatestiano                                                  | Brescia           | Malatesta          | Guelfi         | 1404-1421           |
| Bandiera comunale                                                    | Lucca             |                    | Guelfi         | prima del 1316      |
| Bandiera comunale                                                    | Lucca             | Antelminelli       | Ghibellini     | 1316-1328           |
| Bandiera comunale                                                    | Lucca             |                    | Guelfi         | 1328-1400           |
| Bandiera comunale                                                    | Lucca             | Guinigi            | Guelfi         | 1400-1430           |
|                                                                      | Firenze           |                    | Guelfi         |                     |
| ?-1406                                                               | Pisa              | Della Gherardesca  | Ghibellini     | 1316-1347           |
|                                                                      | Siena             |                    | Ghibellini     | prima del 1287      |
|                                                                      | Siena             | Guelfi             | dopo il 1287   |                     |
|                                                                      | Massa Marittima   |                    | Ghibellini     | prima del 1287      |
|                                                                      | Massa Marittima   | Guelfi             | dopo il 1287   |                     |
| Stemma dei Montefeltro                                               | Urbino            | Da Montefeltro     | Ghibellini     | 1213-1443           |
| Bandiera comunale                                                    | Ancona            |                    | Guelfi         | fino al 1532        |
|                                                                      | Arezzo            |                    | Ghibellini     | Fino al 1384        |

Altri comuni e signorie
Italia nord-occidentale
- Biella
- Cerrione
- Chieri
- San Benigno
- Asti (poi contea)
- Alessandria
- Acqui
- Novi
- Savigliano
- Fossano
- Alba
- Cherasco
- Nizza
- Repubblica di Noli
- Sarzana
- Zuccarello

Italia centro-settentrionale
- Vercelli (contesa tra i Tizzoni e gli Avogadro)
- Novara
- Pavia
- Poschiavo
- Como (contesa tra i Vitani e i Rusca)
- Bergamo (contesa tra i Suardi, i Rivola e i Colleoni)
- Brescia
- Lodi
- Crema (Benzoni, 1403-1423)
- Bobbio (già territorio monastico, in seguito città, libero comune e contea vescovile dal 1014 e signoria sotto i Malaspina,1304-1341)
- Piacenza (Scotti, 1290-1313)
- Cremona (Cavalcabò, 1276-1322)

Italia nord-orientale
- Peschiera
- Federazione dei Sette Comuni
- Trieste (principato vescovile fino al 1295)

Italia cispadana
- Reggio Emilia
- Parma
- Carpi (Pio, 1336-1530)
- Guastalla[16]
- Mirandola (Pico, 1311-1533)
- Pietramala
- Imola (Alidosi, 1292-1424)
- Faenza (Manfredi, 1313-1501)
- Comacchio
- Forlimpopoli
- Bertinoro
- San Marino
- Senigallia

Italia centrale
- Pontremoli
- Carrara
- Fosdinovo
- Pistoia
- Prato
- San Miniato
- Colle di Val d'Elsa
- Bibbiena
- Volterra
- Massa Marittima
- Grosseto
- Cortona
- Montepulciano
- Chiusi
- Sarsina
- Cagli
- Iesi
- Osimo
- Città di Castello (Vitelli)
- Gubbio (Gabrielli, 1300-1354)
- Fabriano (Chiavelli, 1378-1435)
- Matelica
- San Severino Marche
- Perugia (Baglioni), 1424-1540
- Assisi
- Foligno (Trinci, 1305-1439)
- Macerata
- Camerino (Varano, 1259-1515)
- Fermo
- Ascoli Piceno
- Montalto
- Montedinove (1279-1586)
- Orvieto
- Todi
- Terni
- Rieti
- Viterbo
- Roma

Italia centro-meridionale
- Ducato di Gaeta

Sardegna
- Sassari (comune pazionato con Pisa e poi Genova)
- Iglesias (comune pazionato con Pisa)

### Monarchie e principatide facto o de jureindipendenti
| Stemma    | Nome                       | Capitale   | Dinastia regnante                                 | Arco cronologico |
| --------- | -------------------------- | ---------- | ------------------------------------------------- | ---------------- |
|           | Contea di Savoia           | Chambéry   | Savoia                                            | 1003-1416        |
| ?-1305    | Marchesato del Monferrato  | Moncalvo   | Aleramici                                         | 967-1305         |
| ?-1305    | Marchesato del Monferrato  | Chivasso   | Paleologi                                         | 1306-1435        |
| ?-1548    | Marchesato di Saluzzo      | Saluzzo    | Del Vasto (Aleramici)                             | 1142-1548        |
| ?-1602    | Marchesato di Finale       | Finalborgo | Del Carretto (Aleramici)                          | 1162-1602        |
| ?-1363    | Contea del Tirolo          | Merano     | Tirolo                                            | 1140-1253        |
| ?-1363    | Contea del Tirolo          | Merano     | Gorizia                                           | 1253-1363        |
| ?-1363    | Contea del Tirolo          | Merano     | Asburgo                                           | 1363-1418        |
|           | Principato di Taranto      | Taranto    | Hohenstaufen                                      | 1250-1266        |
| Angioini  | Principato di Taranto      | Taranto    | 1266-1399                                         |                  |
| ?-1266    | Regno di Sicilia           | Palermo    | Hohenstaufen                                      | 1194-1266        |
| ?-1266    | Regno di Sicilia           | Napoli     | Angioini                                          | 1266-1282        |
|           | Regno di Sicilia citeriore | Napoli     | Angioini                                          | 1282-1442        |
| 1296-1410 | Regno di Sicilia ulteriore | Palermo    | Aragona di Sicilia                                | 1282-1410        |
|           | Regno di Sardegna          | Cagliari   | Barcellona (facente parte della Corona d'Aragona) | 1324-1410        |
|           | Giudicato di Arborea       | Oristano   | Lacon-Zori                                        | 1122-1241        |
| Bas-Serra | Giudicato di Arborea       | Oristano   | 1241-1410                                         |                  |
| ?         | Giudicato di Cagliari      | Santa Igia | Lacon-Zori Lacon-Massa                            | 1214-1258        |
| ?-1296    | Giudicato di Gallura       | Civita     | Lacon-ZoriVisconti di Pisa                        | 1207-1296        |
| ?-1259    | Giudicato di Torres        | Ardara     | Lacon-Gunale Lacon-Zori                           | 1082-1259        |

Altre signorie feudali
Italia nord-occidentale
- Contado del Canavese
- Crescentino (Tizzoni)
- Contea di Desana (Tizzoni), 1510-1693
- Contea di Tassarolo (Spinola), 1560-1797
- Marchesato di Zuccarello (Clavesana sec.XIII/XIV e Del Carretto sec.XIV/XVII)
- Marchesato di Ceva (Aleramici), 1125-1296
- Marchesato di Incisa (Aleramici), 1161-1548
- Contea di Tenda (Lascaris di Ventimiglia), 1258-1581
- Signoria di Loano (Doria), 1263-1505
- Marchesato di Dolceacqua (Doria), 1276-1797
- Sanremo (Doria), 1297-1361
- Principato di Oneglia (Doria), 1298-1576
- Feudi dei conti Fieschi di Lavagna

Italia centro-settentrionale
- Robbio
- Contea di Rolo (Sessi) (1304-1776)
- Marchesato di Romagnano
- Contea di Biandrate
- Val Mesolcina (Sacco)
- Contea di Bobbio, feudo imperiale dei Dal Verme (1436-1748)
- Feudi dei Malaspina in Lunigiana
- Stato Landi (XII secolo-1797)
- Stato Pallavicino (1394-1585), (1636)
- Marchesato di Zibello (1459-1802)
- Marchesato di Soragna (Lupi) (XII sec.- 1817), poi principato con i Meli Lupi
- Contea di San Secondo (Rossi) (1365-1817), marchesato dal 1503

Italia nord-orientale
- Contea di Gorizia (con le exclave di Pordenone, Castelnovo, Belgrado, Latisana, Pisino)

Italia cispadana
- Signoria di Correggio (Da Correggio, 1009 circa-1452)
- Modigliana (Guidi)

Italia centrale
- Contea di Poppi (Guidi)
- Contea di Chitignano (Ubertini)
- Contea di Sovana (Aldobrandeschi, 1216-1293)
- Contea di Pitigliano (Orsini, 1293-1604)
- Contea di Santa Fiora (Aldobrandeschi, 1216-1439)
- Contea di Carpegna (1213-1819) [Carpegna)
- Ducato di Sessa (1360-1466)
- Fossombrone (Este; Malatesta)

Sardegna
- Castelgenovese (Doria)
- Marchesato di Oristano (Cubello-Alagon, 1410-1478)

### Stati ecclesiastici
| Bandiera oppure stemma                           | Nome                               | Capitale            | Forma di governo         | Arco cronologico |
| ------------------------------------------------ | ---------------------------------- | ------------------- | ------------------------ | ---------------- |
| ?-1803                                           | Principato vescovile di Trento     | Trento              | Principato vescovile     | 1027-1803        |
|                                                  | Principato vescovile di Bressanone | Bressanone          | Principato vescovile     | 1027-1803        |
| ?-1420                                           | Stato patriarcale di Aquileia      | Cividale del Friuli | Principato ecclesiastico | 1077-1238        |
| ?-1420                                           | Stato patriarcale di Aquileia      | Udine               | Principato ecclesiastico | 1238-1420        |
| Gonfalone della Chiesa al tempo di Innocenzo III | Stato Pontificio                   | Roma                | Governo pontificio       | 752-1309         |
| Gonfalone della Chiesa al tempo di Innocenzo III | Stato Pontificio                   | Avignone            | Governo pontificio       | 1309-1377        |
| Gonfalone della Chiesa al tempo di Innocenzo III | Stato Pontificio                   | Roma                | Governo pontificio       | 1377-1798        |

Altre signorie ecclesiastiche
Italia nord-occidentale
- Abbazia di Santa Maria di Lucedio
- Principato di Seborga, governato dall'abate dell'abbazia di Lerino[non chiaro]

Italia centro-settentrionale
- Riviera di San Giulio

Italia nord-orientale
- Abbazia della Vangadizza
- Vescovado di Feltre
- Vescovado di Ceneda
- Contea Vescovile di Adria
- Baliato dell'Ordine Teutonico all'Adige e nei Monti

Italia cispadana
- Abbazia di Frassinoro
- Abbazia di Nonantola
- Contea dei Mezzani del vescovo

Italia centrale
- Abbazia di Vallombrosa

### Altri Stati
| Bandiera | Nome                  | Capitale | Forma di governo | Arco cronologico |
| -------- | --------------------- | -------- | ---------------- | ---------------- |
|          | Repubblica di Venezia | Venezia  | Repubblica       | 1148-1797        |
|          | Repubblica di Ragusa  | Ragusa   | Repubblica       | 1358-1807        |

## Italia rinascimentale
Il Quattrocento e la prima metà del Cinquecento:
| Bandiera oppure stemma          | Nome | Capitale   | Dinastia regnante oppure forma di governo | Arco cronologico |
| ------------------------------- | --- | ---------- | --- | ---------------- |
| ?-1785                          | Ducato di Savoia | Chambéry   | Savoia | 1416-1713        |
| ?-1549                          | Marchesato di Saluzzo | Saluzzo    | Del Vasto (Aleramici) | 1142-1548        |
| Stemma originale del Monferrato | Marchesato del Monferrato                                                                                                   | Casale     | Paleologi | 1435-1536        |
| 1297-1612                       | Signoria di Monaco | Monaco     | Grimaldi | 1297-1612        |
| ?-1602                          | Marchesato di Finale | Finalborgo | Del Carretto (Aleramici) | 1162-1602        |
| ?-1797                          | Repubblica di Genova | Genova     | Repubblica | 1096-1797        |
|                                 | Ducato di Milano | Milano     | Visconti | 1395-1447        |
| Aurea Repubblica Ambrosiana     | Repubblica | Milano     | 1447-1450 |                  |
| Ducato di Milano                | Sforza | Milano     | 1450-1499 1512-1515 1521-1535 |                  |
| Ducato di Milano                | Valois-Orléans (1499-1512) (dipendenza del Regno di Francia) Valois-Angoulême (1515-1521) (dipendenza del Regno di Francia) | Milano     | 1499-1512 1515-1521 |                  |
| 1433-1575                       | Marchesato di Mantova | Mantova    | Gonzaga | 1433-1530        |
| Stemma malatestiano             | Signoria di Brescia | Brescia    | Malatesta | 1404-1421        |
| ?-1803                          | Principato vescovile di Trento                                                                                              | Trento     | Principato vescovile (dipendenza dal Sacro Romano Impero) | 1027-1803        |
|                                 | Principato vescovile di Bressanone                                                                                          | Bressanone | Principato vescovile (dipendenza dal Sacro Romano Impero) | 1027-1803        |
|                                 | Repubblica di Venezia | Venezia    | Repubblica | 1148-1797        |
| ?-1500                          | Contea di Gorizia | Gorizia    | Gorizia | 1090-1500        |
|                                 | Repubblica di Ragusa | Ragusa     | Repubblica | 1358-1807        |
| ?-1830                          | Signoria di Ferrara | Ferrara    | Este | 1452-1471        |
| ?-1830                          | Ducato di Ferrara, Modena e Reggio                                                                                          | Ferrara    | Este | 1471-1598        |
| 1295-1500                       | Signoria di Rimini | Rimini     | Malatesta | 1295-1500        |
| 1465-1797                       | Repubblica di San Marino | San Marino | Repubblica | 1291-1739        |
|                                 | Ducato di Urbino | Urbino     | Da Montefeltro | 1443-1508        |
| Borgia                          | Ducato di Urbino | Urbino     | 1502-1504 |                  |
| Della Rovere                    | Ducato di Urbino | Urbino     | 1508-1523 |                  |
| Medici                          | Ducato di Urbino | Urbino     | 1516-1519 |                  |
|                                 | Marchesato di Fosdinovo | Fosdinovo  | Malaspina | 1355 - 1797      |
| 1553-1829                       | Marchesato di Massa e Signoria di Carrara                                                                                   | Massa      | Malaspina | 1442-1553        |
| 1553-1829                       | Marchesato di Massa e Signoria di Carrara                                                                                   | Massa      | Cybo-Malaspina | 1553-1568        |
| ?-1801                          | Repubblica di Lucca | Lucca      | Repubblica | 1430-1799        |
| 1527-1530                       | Repubblica di Firenze | Firenze    | Medici | 1434-1494        |
| 1527-1530                       | Repubblica di Firenze | Firenze    | Repubblica | 1494-1512        |
| 1527-1530                       | Repubblica di Firenze | Firenze    | Medici | 1512-1527        |
| 1527-1530                       | Repubblica di Firenze | Firenze    | Repubblica | 1527-1530        |
| 1527-1530                       | Repubblica di Firenze | Firenze    | Medici | 1530-1532        |
|                                 | Repubblica di Siena | Siena      | Repubblica | 1404-1487        |
| Petrucci                        | Repubblica di Siena | Siena      | 1487-1525 |                  |
| Repubblica                      | Repubblica di Siena | Siena      | 1525-1555 |                  |
| 1399-1628                       | Signoria di Piombino | Piombino   | Appiano | 1399-1594        |
|                                 | Stato Pontificio | Roma       | Governo pontificio | 1377-1798        |
| 1443-1532                       | Repubblica di Ancona | Ancona     | Repubblica | 1443-1532        |
|                                 | Principato di Taranto | Taranto    | Orsini-Del Balzo (con gli Angiò-Durazzo) | 1399-1465        |
| 1442-1501                       | Regno di Napoli | Napoli     | Trastámara (1442-1495) Valois (1495) (dipendenza del Regno di Francia) Trastámara (1495-1501) Valois-Orléans (1501-1504) (dipendenza del Regno di Francia) Trastámara (1504-1516) (facente parte della Corona d'Aragona) | 1442-1516        |
| 1296-1816                       | Regno di Sicilia | Palermo    | Trastámara (facente parte della Corona d'Aragona) | 1412-1516        |
|                                 | Regno di Sardegna | Cagliari   | Trastámara (facente parte della Corona d'Aragona) | 1412-1516        |

### Stati del Sacro Romano Impero
- Libera Città Imperiale di Trieste (1382-1806)
- Baliato dell'Ordine Teutonico all'Adige e nei Monti

Signorie cittadine
- Signoria di Desana (Tizzoni, 1411-1510)
- Signoria di Carpi (Pio, 1336-1530)
- Signoria di Mirandola e Concordia (Pico, 1354-1533)
- Signoria di Bobbio (Malaspina, 1304-1341)
- Signoria di Ravenna (Da Polenta, 1275-1441)
- Signoria di Bologna (Bentivoglio, 1401-1506)
- Signoria di Imola (Riario, 1473-1499)
- Signoria di Faenza (Manfredi, 1313-1501)
- Signoria di Forlì (Ordelaffi, 1376-1480)
- Signoria di Cesena (Malatesta, 1378-1465)
- Signoria di Pesaro (Sforza, 1445-1512)
- Signoria di Città di Castello (Vitelli, 1497-1574)
- Signoria di Fabriano (Chiavelli, 1378-1435)
- Signoria di Perugia (Baglioni, 1424-1540)
- Signoria di Camerino (Varano, signori 1259-1515, duchi 1515-1539)
- Signoria di Foligno (Trinci, 1305-1439)
- Signoria di Pordenone (D'Alviano, 1517-1537)

Possedimenti dei Duchi di Orléans
- Contea di Asti (1389-1422, 1447-1512)
- Marchesato di Ceva e Ormea (1389-1531)

Altri Stati
- Marchesato di Incisa (Aleramici, 1161-1548)
- Marchesato di Torriglia (Doria), 1547-1760
- Contea di Bobbio (Dal Verme), 1436-1748
- Contea di Tenda (Lascaris di Ventimiglia, 1258-1581)
- Principato di Oneglia (Doria, 1298-1576)
- Contea di Loano (Fieschi-Doria, 1505-1770)
- Repubblica di Noli (1192-1797)
- Contea di Masserano e Crevacuore (Fieschi, 1394-1506)
- Contea di Guastalla (Torelli, 1406-1539)
- Contea di Novellara (Gonzaga di Novellara e Bagnolo, 1371-1728)
- Signoria di Correggio (Da Correggio, signori 1009 circa-1452, conti 1452-1616)
- Contea degli Ottieri (Ottieri, 1381-1616)
- Repubblica di Cospaia (1441-1826)
- Contea di Pitigliano (Orsini, 1312-1604)
- Marchesato di Oristano (Cubello-Alagon, 1410-1478)
- Principato di Seborga, (Abbazia di Lerino) (954-1729)[non chiaro]
- Stato di Montalto
- Ducato di Sessa (1360-1466)

## Italia barocca
La seconda metà del Cinquecento e il Seicento:
| Bandiera oppure stemma                           | Nome                                        | Capitale    | Dinastia regnante oppure forma di governo                                                                         | Arco cronologico |
| ------------------------------------------------ | ------------------------------------------- | ----------- | --- | ---------------- |
| ?-1785                                           | Ducato di Savoia                            | Torino      | Savoia | 1563-1713        |
| ?-1881                                           | Principato di Monaco                        | Monaco      | Grimaldi | 1612-1794        |
| ?-1797                                           | Repubblica di Genova                        | Genova      | Repubblica | 1096-1797        |
| Croce di Borgogna, bandiera dell'impero spagnolo | Ducato di Milano                            | Milano      | Asburgo (1535-1700) (facente parte dell'Impero spagnolo) Borbone (1700-1706) (facente parte dell'Impero spagnolo) | 1535-1706        |
| 1575-1708                                        | Ducato di Mantova e del Monferrato          | Mantova     | Gonzaga (1530-1627) Gonzaga-Nevers (1627-1708)                                                                    | 1530-1708        |
| Bandiera originale dei Farnese                   | Ducato di Parma e Piacenza                  | Parma       | Farnese | 1545-1731        |
| ?-1803                                           | Principato vescovile di Trento              | Trento      | Principato vescovile (dipendenza dal Sacro Romano Impero)                                                         | 1027-1803        |
|                                                  | Principato vescovile di Bressanone          | Bressanone  | Principato vescovile (dipendenza dal Sacro Romano Impero)                                                         | 1027-1803        |
|                                                  | Repubblica di Venezia                       | Venezia     | Repubblica | 1148-1797        |
| ?-1807                                           | Repubblica di Ragusa                        | Ragusa      | Repubblica | 1358-1807        |
| ?-1830                                           | Ducato di Modena e Reggio                   | Modena      | Este | 1598-1796        |
| 1465-1797                                        | Repubblica di San Marino                    | San Marino  | Repubblica | 1291-1739        |
|                                                  | Ducato di Urbino                            | Pesaro      | Della Rovere | 1523-1631        |
|                                                  | Marchesato di Fosdinovo                     | Fosdinovo   | Malaspina | 1355 - 1797      |
| 1553-1829                                        | Principato di Massa e Marchesato di Carrara | Massa       | Cybo-Malaspina | 1568-1605        |
| 1553-1829                                        | Ducato di Massa e Carrara                   | Massa       | Cybo-Malaspina | 1605-1790        |
| ?-1801                                           | Repubblica di Lucca                         | Lucca       | Repubblica | 1430-1799        |
| 1562-1737                                        | Ducato di Firenze                           | Firenze     | Medici | 1532-1569        |
| 1562-1737                                        | Granducato di Toscana                       | Firenze     | Medici | 1569-1737        |
| 1701-1801                                        | Principato di Piombino                      | Piombino    | Appiano (1594-1628) Ludovisi (1634-1700)                                                                          | 1594-1700        |
|                                                  | Stato Pontificio                            | Roma        | Governo pontificio                                                                                                | 1377-1798        |
| Croce di Borgogna, bandiera dell'impero spagnolo | Regno di Napoli                             | Napoli      | Asburgo (1516-1700) (facente parte dell'Impero spagnolo) Borbone (1700-1713) (facente parte dell'Impero spagnolo) | 1516-1713        |
| 1296-1816                                        | Regno di Sicilia                            | Palermo     | Asburgo (1516-1700) (facente parte dell'Impero spagnolo) Borbone (1700-1713) (facente parte dell'Impero spagnolo) | 1516-1713        |
| 1530-1798                                        | Stato monastico dei Cavalieri di Malta      | Birgu       | Governo dei Cavalieri Ospitalieri (dipendente dal Regno di Sicilia)                                               | 1530-1571        |
| 1530-1798                                        | Stato monastico dei Cavalieri di Malta      | La Valletta | Governo dei Cavalieri Ospitalieri (dipendente dal Regno di Sicilia)                                               | 1571-1798        |
| Croce di Borgogna, bandiera dell'impero spagnolo | Regno di Sardegna                           | Cagliari    | Asburgo (1516-1700) (facente parte dell'Impero spagnolo) Borbone (1700-1713) (facente parte dell'Impero spagnolo) | 1516-1713        |

Stati minori
Stati del Sacro Romano Impero
- Libera Città Imperiale di Trieste (1382-1806)
- Baliato dell'Ordine Teutonico all'Adige e nei Monti

Possedimenti del Re di Francia
- Carmagnola[19]
- Marchesato di Saluzzo[19]

Enclavi e dipendenze della Repubblica di Genova
- Principato di Oneglia[19] (Doria, 1298-1576; Savoia, 1576-1792)
- Marchesato di Finale[19] (Del Carretto, 1162-1602; Asburgo di Spagna, 1602-1700)
- Principato di Torriglia (Doria, 1760-1797)
- Repubblica di Noli (1192-1797)

Divisioni autonome del Ducato di Mantova
- Ducato di Sabbioneta (Gonzaga di Sabbioneta e Bozzolo, 1577-1637; Carafa, 1637-1689)
- Ducato di Guastalla (Gonzaga di Guastalla, conti 1539-1621, duchi 1621-1748)
- Contea di Novellara (Gonzaga di Novellara e Bagnolo, 1371-1728)

Enclavi e dipendenze toscane
- Contea di Santa Fiora[19] (Sforza, 1439-1806)
- Contea di Pitigliano[19] (Orsini, 1312-1604)
- Contea degli Ottieri (Ottieri, 1381-1616)

Enclavi e dipendenze pontificie
- Contea di Spello e di Bettona (Baglioni, 1516-1648)
- Marchesato poi Ducato di Castiglione del Lago (Della Corgna, 1563-1647)
- Principato di Masserano e Marchesato di Crevacuore (Fieschi-Ferrero, marchesi 1547-1598, principi 1598-1767), in territorio sabaudo
- Ducato di Castro (Farnese, 1537-1649)
- Ducato di Latera (Farnese, 1408-1668)
- Ducato di Salci (Bonelli, 1568-1860)
- Montalto delle Marche

Enclavi e dipendenze del Regno di Napoli
- Stato dei Presidi (amministrato da un Governatore, rappresentante del re di Spagna)
- Repubblica di Senarica (non riconosciuta)

Altre enclavi
- Contea di Carpegna (1213-1819)
- Contea di Tenda[19] (Lascaris di Ventimiglia, 1258-1581)
- Signoria di Correggio (Da Correggio, conti 1452-1616, principi 1616-1635; acquistata da Modena nel 1659)
- Ducato della Mirandola (Pico, conti 1533-1596, principi 1596-1619, duchi 1619-1708)
- Repubblica di Cospaia (1441-1826)

Esisteva poi un numero indefinito di altre entità politiche (in generale feudi imperiali o vassalli di Stati maggiori) che, seppur dotate di larghe autonomie, non possono essere a rigor di termini considerate veri e propri Stati.
Altri
Si tratta di feudi imperiali e di vassalli o protettorati di Stati maggiori, limitati a pochi borghi o castelli, per la maggior parte dotati di forme più o meno estese di autonomia, ma non totalmente indipendenti. Nessuno di essi può quindi essere considerato un vero e proprio Stato. Resta fermo che il concetto di Stato è un prodotto dell'età contemporanea e non può essere applicato, se non parzialmente, alle epoche precedenti.
- Marchesato di Castiglione del Lago (Della Corgna, marchesi 1563-1617, duchi 1617-1647)
- Contea di Chitignano (Ubertini)
- Contea di Piobbico (Brancaleoni di Piobbico), 1213-1729)
- Marchesato di Dolceacqua (Doria, 1276-1797)
- Contea di Bobbio (Dal Verme), 1346-1748)
- Marchesato di Santo Stefano (Doria, 1547-1797)
- Marchesato di Mulazzo (Malaspina)
- Marchesato di Tresana (Malaspina e Corsini, fino al 1797
- Marchesato di Castiglione delle Stiviere (Gonzaga)
- Marchesato di Spigno (Del Carretto, 1314-1724)
- Contea di Vernio (Bardi, 1332-1798)
- Contea di Montauto (Barbolani di Montauto)
- Principato di Scavolino
- Ducato di Latera (ramo collaterale dei Farnese, 1408-1668)
- Ducato di Salci (Bandini, 1568-1570; Bonelli, 1570-1860)

## Settecento
Dal 1713 al 1796:
| Bandiera oppure stemma                          | Nome                                   | Capitale     | Dinastia regnante oppure forma di governo | Arco cronologico    |
| ----------------------------------------------- | -------------------------------------- | ------------ | --- | ------------------- |
| ?-1785                                          | Regno di Sardegna                      | Cagliari     | Asburgo (facente parte della Monarchia asburgica) | 1713-1720           |
| ?-1785                                          | Regno di Sardegna                      | Torino       | Savoia | 1720-1798           |
| ?-1881                                          | Principato di Monaco                   | Monaco       | Grimaldi | 1612-1794           |
| ?-1797                                          | Repubblica di Genova                   | Genova       | Repubblica | 1096-1797           |
| Bandiera con i colori della Monarchia Asburgica | Ducato di Milano                       | Milano       | Asburgo, poi Asburgo-Lorena (facente parte della Monarchia asburgica)                                                                                              | 1707-1796           |
| 1748-1802                                       | Ducato di Parma e Piacenza             | Parma        | Borbone-Spagna (1731-1735) Asburgo (1735-1748) (facente parte della Monarchia asburgica) Borbone-Parma (1748-1802)                                                 | 1731-1802           |
| ?-1803                                          | Principato vescovile di Trento         | Trento       | Principato vescovile (dipendenza dal Sacro Romano Impero) | 1027-1803           |
|                                                 | Principato vescovile di Bressanone     | Bressanone   | Principato vescovile (dipendenza dal Sacro Romano Impero) | 1027-1803           |
|                                                 | Repubblica di Venezia                  | Venezia      | Repubblica | 1148-1797           |
| ?-1807                                          | Repubblica di Ragusa                   | Ragusa       | Repubblica | 1358-1807           |
| ?-1830                                          | Ducato di Modena e Reggio              | Modena       | Este | 1598-1796           |
| 1465-1797                                       | Repubblica di San Marino               | San Marino   | Repubblica | 1291-1739 1740-oggi |
|                                                 | Marchesato di Fosdinovo                | Fosdinovo    | Malaspina | 1355 - 1797         |
| 1553-1829                                       | Ducato di Massa e Carrara              | Massa        | Cybo-Malaspina (1605-1790) Este (1790-1796) | 1605-1796           |
| ?-1801                                          | Repubblica di Lucca                    | Lucca        | Repubblica | 1430-1799           |
| 1765-1801, 1815-1848 e 1849-1859                | Granducato di Toscana                  | Firenze      | Lorena, poi Asburgo-Lorena | 1737-1801           |
| 1701-1801                                       | Principato di Piombino                 | Piombino     | Boncompagni-Ludovisi | 1701-1801           |
| ?-1808                                          | Stato Pontificio                       | Roma         | Governo pontificio | 1377-1798           |
| 1759-1799                                       | Regno di Napoli                        | Napoli       | Asburgo (1713-1734) (facente parte della Monarchia asburgica) Borbone di Napoli e Sicilia (1734-1799)                                                              | 1713-1799           |
| 1296-1816                                       | Regno di Sicilia                       | Palermo      | Savoia (1713-1720) Asburgo (1720-1734) (facente parte della Monarchia asburgica) Borbone di Napoli e Sicilia (1734-1799) (unione personale con il Regno di Napoli) | 1713-1799           |
| 1755-1769                                       | Regno di Corsica                       | Corte        | Neuhoff | 1736                |
| 1755-1769                                       | Repubblica Corsa                       | Corte        | Repubblica | 1755-1769           |
| 1755-1769                                       | Regno di Corsica                       | Corte Bastia | Hannover (dipendenza del Regno di Gran Bretagna) | 1794-1796           |
| 1530-1798                                       | Stato monastico dei Cavalieri di Malta | La Valletta  | Governo dei Cavalieri Ospitalieri (dipendente dal Regno di Sicilia                                                                                                 | 1571-1798)          |

Stati minori
Stati del Sacro Romano Impero
- Libera Città Imperiale di Trieste (1382-1806)
- Baliato dell'Ordine Teutonico all'Adige e nei Monti

Enclavi e dipendenze della Repubblica di Genova
- Principato di Oneglia (Savoia, 1576-1792)
- Marchesato di Finale (amministrato separatamente dalla Repubblica)
- Marchesato di Torriglia (Doria, 1562-1798)
- Marchesato di Balestrino (Del Carretto, -1757)
- Repubblica di Noli (1192-1797)

Divisioni autonome dell'ex Ducato di Mantova
- Ducato di Guastalla (Gonzaga di Guastalla, 1621-1748)
- Contea di Novellara (Gonzaga di Novellara e Bagnolo, 1371-1728)

Enclavi tra Toscana e Stato Pontificio
- Contea di Santa Fiora (Sforza, 1439-1806), feudo granducale
- Contea di Carpegna (1213-1819), distinta in Carpegna e Scavolino
- Repubblica di Cospaia (1441-1826)

Dipendenze pontificie
- Principato di Masserano e Marchesato di Crevacuore (Fieschi-Ferrero, 1598-1767), in territorio sabaudo
- Abbazia di Albera

Enclavi e dipendenze del Regno di Napoli
- Stato dei Presidi (in unione personale)
- Repubblica di Senarica (non riconosciuta)

Esisteva poi un numero indefinito di altre entità politiche (in generale feudi imperiali o vassalli di Stati maggiori) che, seppur dotate di larghe autonomie, non possono essere a rigor di termini considerate veri e propri Stati.
Altri
Si tratta di feudi imperiali e di vassalli o protettorati di Stati maggiori, limitati a pochi borghi o castelli, per la maggior parte dotati di forme più o meno estese di autonomia, ma non effettivamente indipendenti. Nessuno di essi può quindi essere considerato un vero e proprio Stato. Resta fermo che il concetto di Stato è un prodotto dell'età contemporanea e non può essere applicato, se non parzialmente, alle epoche precedenti.
- Principato vescovile di S. Giulio e di Orta; dal 1786 ai Savoia
- Signoria della Valsolda: agli arcivescovi di Milano da 1311 al 1784 quando viene assorbita dal Ducato di Milano
- Contea di Limonta, Civenna e Campione: agli abati di S. Ambrogio di Milano dal 998 al 1797
- Baronia imperiale di Retegno e Bettola, ai principi Gallio Trivulzio fino al 1768
- Signoria di Maccagno imperiale: ai marchesi Borromeo di Angera dal 1692 al 1797
- Stato Borromeo (Lago Maggiore, ai Borromeo)
- Principato di Castiglione delle Stiviere: ai Gonzaga, ma di fatto occupato dalle truppe imperiali e dal 1773 all'Austria
- Contea vescovile di Ceneda: annessa da Venezia nel 1769
- Marchesato di Torriglia, Loano, Garbagna, Vargo e di Santo Stefano: principi Doria Landi, dal 1760 Torriglia è principato
- Contea di Bobbio: feudo imperiale dei conti Dal Verme dal 1346 al 1748 con la cessione ai Savoia
- Signoria di Bagnaria: principi Doria dal 1598 al 1797
- Signoria di Cecima e S. Ponzio: indipendente dal 1533 e appartenente ai vescovi di Pavia fino al 1797
- Marchesato di Montemarzino e Montegioco: dal 1685 appartiene agli Spinola di Los Balbases fino alla loro cessione nel 1753 ai Savoia
- Marchesato di Savignone e Casella: Fieschi
- Marchesato della Croce Fieschi e Vobbio: Fieschi
- Marchesato di Campo ligure: agli Spinola di S. Luca dal 1329 al 1797
- Signoria di Albera: prepositura ecclesiastica indipendente e feudo pontificio dal 1120 al 1797
- Marchesato di Mulazzo e Castagnetoli (dal 1746): Malaspina, protettorato toscano
- Marchesato di Calice e Madrignano: Malaspina del ramo di Mulazzo (dal 1710 al 1772 poi ceduto alla Toscana)
- Marchesato di Olivola e Pallerone: Malaspina
- Marchesato di Suvero: Malaspina
- Marchesati di Aulla e Podenzana (uniti nel 1710): Malaspina di Podenzana
- Marchesato di Licciana Nardi: Malaspina (dal 1795 unito alla linea Malaspina di Podenzana)
- Marchesato di Villafranca e Garbugliaga: Malaspina Estensi (condominio di Villafranca)
- Marchesato di Castevoli e Stadomelli: Malaspina (dal 1547 ha il condominio di Villafranca)
- Marchesato di Malgrate, Filetto e Oramala: Malaspina
- Marchesato della Bastia e Panicale: Malaspina (dal 1783 è unito alla linea Malaspina di Pontebosio)
- Marchesato di Pontebosio (dal 1621): Malaspina
- Principato di San Martino d'Este: ramo cadetto degli Este fino al 1752 poi a Modena
- Contea di Rolo: ai Sessi fino alla loro estinzione nel 1776, poi al Ducato di Mantova
- Contea di Civitella Ranieri: Ranieri Bourbon di Sorbello
- Marchesato del Monte Santa Maria: Bourbon del Monte
- Marchesato di Petrella: Bourbon del Monte
- Marchesato di Sorbello: Bourbon del Monte
- Contea di Vernio: in condominio dei rami dei conti Bardi
- Principato di Scavolino
- Ducato di Sora ai Boncompagni Ludovisi, principi sovrani di Piombino fino al 1796
- Repubblica di Poglizza, in Croazia, sotto protettorato veneziano

## Età napoleonica
Dal 1796 al 1814:
| Bandiera                                                    | Nome                                        | Capitale                   | Dinastia regnante oppure forma di governo                     | Arco cronologico    |
| Stati indipendenti                                          | Stati indipendenti                          | Stati indipendenti         | Stati indipendenti                                            | Stati indipendenti  |
| ----------------------------------------------------------- | ------------------------------------------- | -------------------------- | ------------------------------------------------------------- | ------------------- |
| 1797?-2011                                                  | Repubblica di San Marino                    | San Marino                 | Repubblica                                                    | 1740-oggi           |
| ?-1808                                                      | Stato Pontificio                            | Roma                       | Governo pontificio                                            | 1799-1808           |
| 1816-1848 e 1849-1860                                       | Regno di Napoli                             | Napoli                     | Borbone delle Due Sicilie                                     | 1799-1806 1815-1816 |
| 1296-1816                                                   | Regno di Sicilia                            | Palermo                    | Borbone delle Due Sicilie                                     | 1799-1816           |
| ?-1785                                                      | Regno di Sardegna                           | Cagliari (de facto) Torino | Savoia                                                        | 1798-1814           |
| 1814-1815                                                   | Principato dell'Isola d'Elba                | Portoferraio               | Bonaparte                                                     | 1814-1815           |
| Stati dipendenti dalla Francia rivoluzionaria e napoleonica |                                             |                            |                                                               |                     |
| Bandiera francese                                           | Repubblica Piemontese                       | Torino                     | Repubblica giacobina (di fatto occupazione militare francese) | 1798-1799           |
| Bandiera francese                                           | Repubblica Subalpina                        | Torino                     | Repubblica giacobina (di fatto occupazione militare francese) | 1800-1802           |
| 1796                                                        | Repubblica di Alba                          | Alba                       | Repubblica giacobina                                          | 1796                |
| 1797                                                        | Repubblica Astese                           | Asti                       | Repubblica giacobina                                          | 1797                |
| 1797-1805                                                   | Repubblica Ligure (ex Repubblica di Genova) | Genova                     | Repubblica giacobina                                          | 1797-1805           |
| 1796-1797                                                   | Repubblica Transpadana                      | Milano                     | Repubblica giacobina                                          | 1796-1797           |
| 1797-1802                                                   | Repubblica Cisalpina                        | Milano                     | Repubblica giacobina                                          | 1797-1802           |
| 1802-1805                                                   | Repubblica Italiana                         | Milano                     | Repubblica giacobina                                          | 1802-1805           |
| 1805-1814                                                   | Regno d'Italia                              | Milano                     | Bonaparte                                                     | 1805-1814           |
| 1797                                                        | Repubblica Cremasca                         | Crema                      | Repubblica giacobina                                          | 1797                |
| Bandiera francese                                           | Repubblica Reggiana                         | Reggio di Lombardia        | Repubblica giacobina                                          | 1796                |
| Bandiera francese                                           | Repubblica Bolognese                        | Bologna                    | Repubblica giacobina                                          | 1796                |
| 1796-1797                                                   | Repubblica Cispadana                        | Bologna                    | Repubblica giacobina                                          | 1796-1797           |
|                                                             | Repubblica di Lucca                         | Lucca                      | Repubblica giacobina                                          | 1799-1805           |
| 1805-1815                                                   | Principato di Lucca e Piombino              | Lucca                      | Bonaparte-Baciocchi                                           | 1805-1815           |
| 1801-1807                                                   | Regno di Etruria                            | Firenze                    | Borbone-Parma                                                 | 1801-1807           |
| 1765-1801, 1815-1848 e 1849-1859                            | Granducato di Toscana                       | Firenze                    | Bonaparte-Baciocchi                                           | 1809-1814           |
|                                                             | Ducato di Massa e Carrara                   | Massa                      | Bonaparte-Baciocchi                                           | 1806-1814           |
| 1798                                                        | Repubblica Tiberina                         | Perugia                    | Repubblica giacobina                                          | 1798                |
| 1798-1799                                                   | Repubblica Romana                           | Roma                       | Repubblica giacobina                                          | 1798-1799           |
| 1797-1798                                                   | Repubblica Anconitana                       | Ancona                     | Repubblica giacobina                                          | 1797-1798           |
| Bandiera francese                                           | Principato di Pontecorvo                    | Pontecorvo                 | Bernadotte (1806-1810) Murat (1812-1815)                      | 1806-1815           |
| Bandiera francese                                           | Principato di Benevento                     | Benevento                  | Talleyrand-Périgord                                           | 1806-1814           |
| 1799                                                        | Repubblica Napoletana                       | Napoli                     | Repubblica giacobina                                          | 1799                |
| 1811-1815                                                   | Regno di Napoli                             | Napoli                     | Bonaparte (1806-1808) Murat (1808-1815)                       | 1806-1815           |

## Dalla Restaurazione all'Unità d'Italia
Dal 1815 al 1861:
| Bandiera                         | Nome                       | Capitale                               | Dinastia regnante oppure forma di governo            | Arco cronologico |
| -------------------------------- | -------------------------- | -------------------------------------- | ---------------------------------------------------- | ---------------- |
| 1816-1848                        | Regno di Sardegna          | Torino                                 | Savoia                                               | 1814-1861        |
| ?-1881                           | Principato di Monaco       | Monaco                                 | Grimaldi                                             | 1815-oggi        |
|                                  | Regno Lombardo-Veneto      | Milano (1815-1859) Venezia (1859-1866) | Asburgo-Lorena (dipendenza dell'Impero austriaco)    | 1815-1866        |
| 1851-1859                        | Ducato di Parma e Piacenza | Parma                                  | Asburgo-Lorena (1814-1847) Borbone-Parma (1847-1859) | 1814-1859        |
| 1830-1859                        | Ducato di Modena e Reggio  | Modena                                 | Austria-Este                                         | 1815-1859        |
| ?-1829                           | Ducato di Massa e Carrara  | Massa                                  | Este                                                 | 1815-1829        |
| 1815-1847                        | Ducato di Lucca            | Lucca                                  | Borbone-Spagna (1815-1824) Borbone-Parma (1824-1847) | 1815-1847        |
| 1765-1801, 1815-1848 e 1849-1859 | Granducato di Toscana      | Firenze                                | Asburgo-Lorena                                       | 1815-1859        |
| 1797?-2011                       | Repubblica di San Marino   | San Marino                             | Repubblica                                           | 301-oggi         |
| ?-1826                           | Repubblica di Cospaia      | Cospaia                                | Repubblica                                           | 1815-1826        |
| 1808-1870                        | Stato Pontificio           | Roma                                   | Governo pontificio                                   | 1814-1870        |
| 1815-1816                        | Regno di Napoli            | Napoli                                 | Borbone delle Due Sicilie                            | 1815-1816        |
| 1815-1816                        | Regno di Sicilia           | Palermo                                | Borbone delle Due Sicilie                            | 1734-1816        |
| 1816-1848 e 1849-1860            | Regno delle Due Sicilie    | Palermo (1816-1817) Napoli (1817-1861) | Borbone delle Due Sicilie                            | 1816-1861        |

Inoltre, nel corso dei moti del 1830-1831 e del 1848 e nel 1859, proclamarono la propria indipendenza:
| Bandiera  | Nome                                 | Capitale         | Dinastia regnante oppure forma di governo | Arco cronologico |
| --------- | ------------------------------------ | ---------------- | ----------------------------------------- | ---------------- |
| 1831      | Province Unite Italiane              | Bologna          | Repubblica                                | 1831             |
|           | Governo provvisorio di Milano        | Milano           | Repubblica                                | 1848             |
| 1848-1849 | Regno di Sicilia                     | Palermo          | Monarchia parlamentare                    | 1848-1849        |
| 1848-1849 | Repubblica di Aggius                 | Aggius           | Repubblica                                | 1848             |
| 1848-1849 | Repubblica di San Marco              | Venezia          | Repubblica                                | 1848-1849        |
|           | Repubblica Toscana                   | Firenze          | Repubblica                                | 1849             |
| 1849      | Repubblica Romana                    | Roma             | Repubblica                                | 1849             |
|           | Province Unite del Centro Italia     | Modena e Firenze | Confederazione                            | 1859-1860        |
|           | Governo provvisorio della Toscana    | Firenze          | Monarchia                                 | 1859-1860        |
|           | Governo provvisorio di Fano          | Fano             | Repubblica                                | 1859-1860        |
|           | Città libere di Mentone e Roccabruna | Mentone          | Repubblica                                | 1848-1849        |

## Mappe storiche

L'Italia attorno all'anno 1000
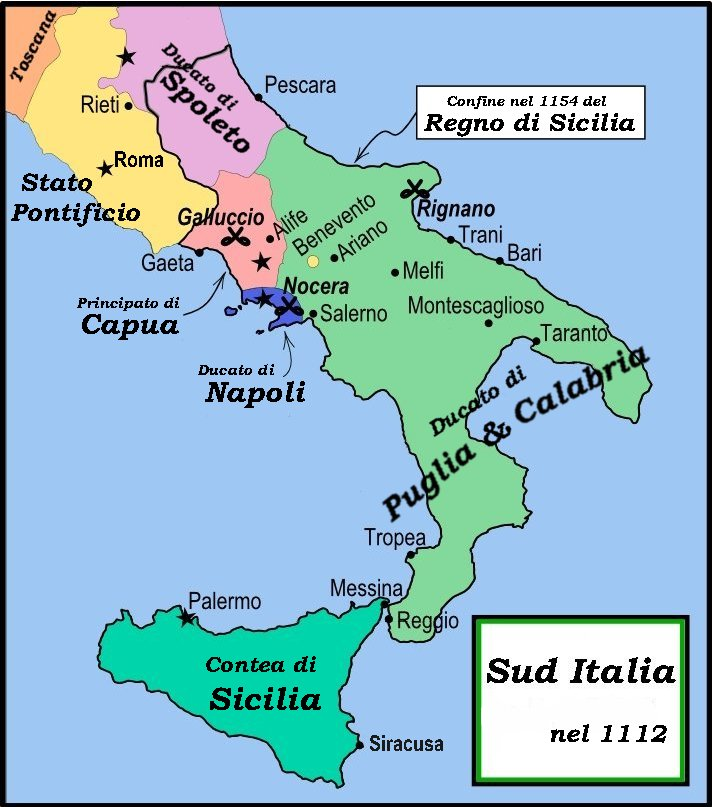
Italia meridionale nel 1112
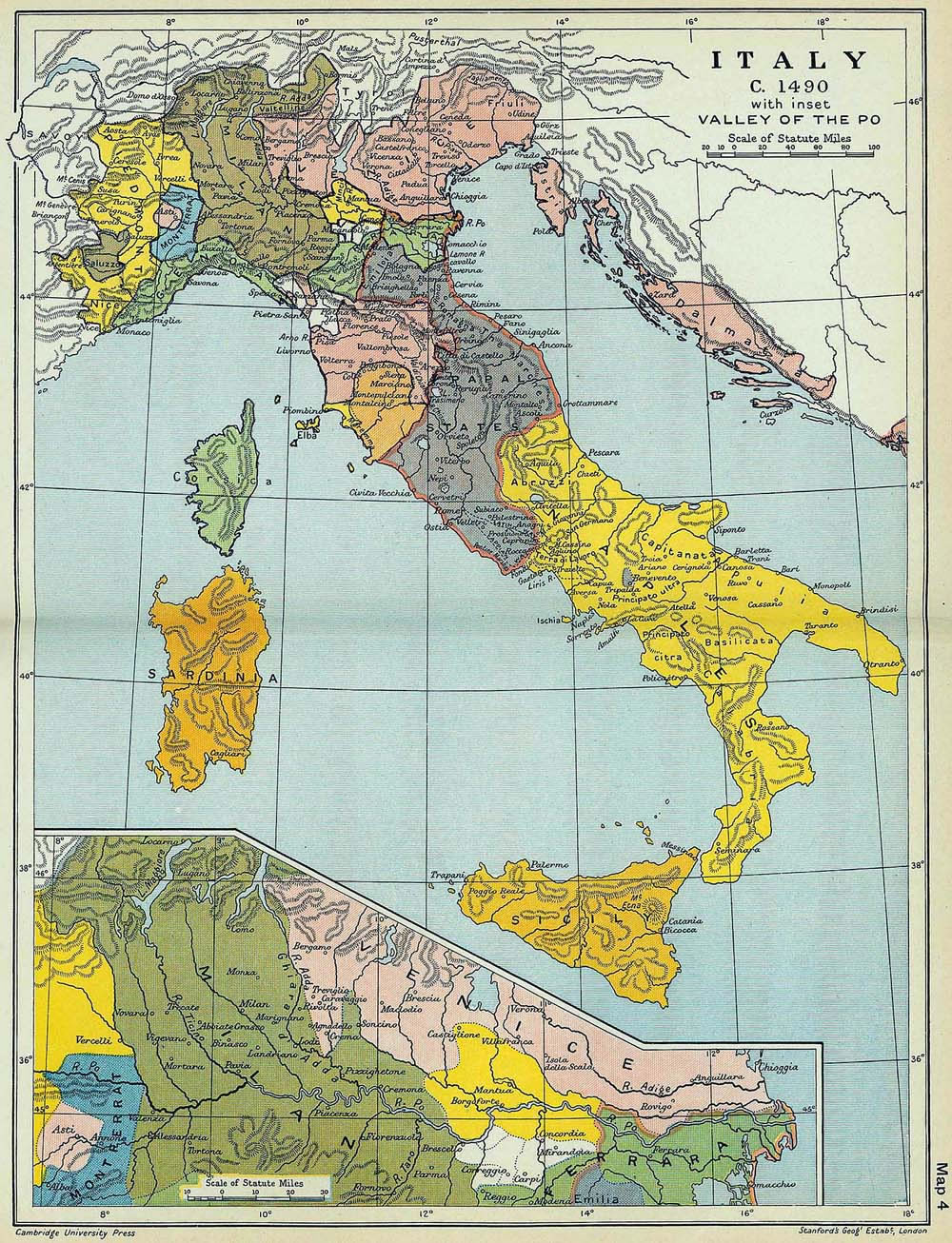
L'Italia nel 1490
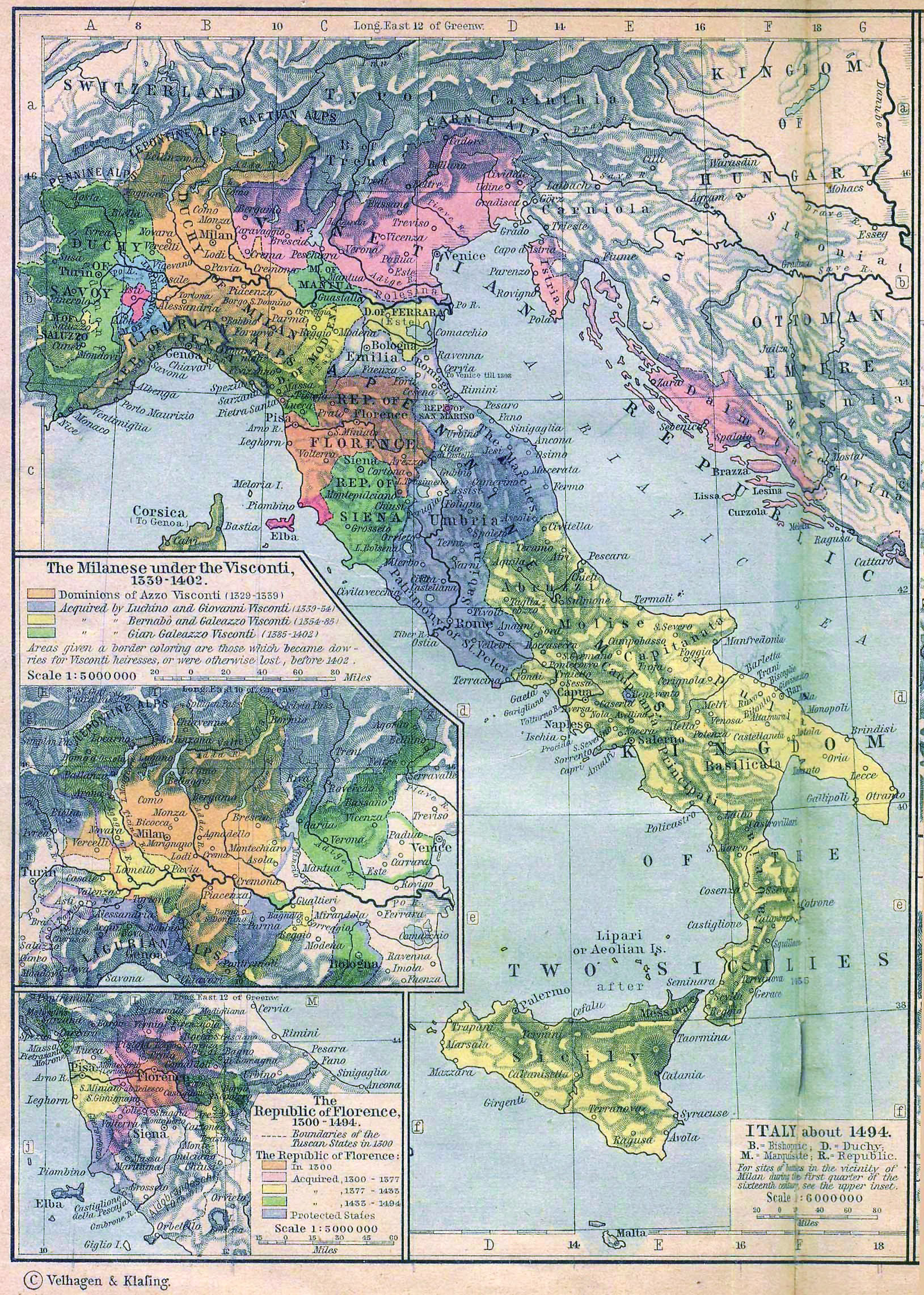
L'Italia nel 1494
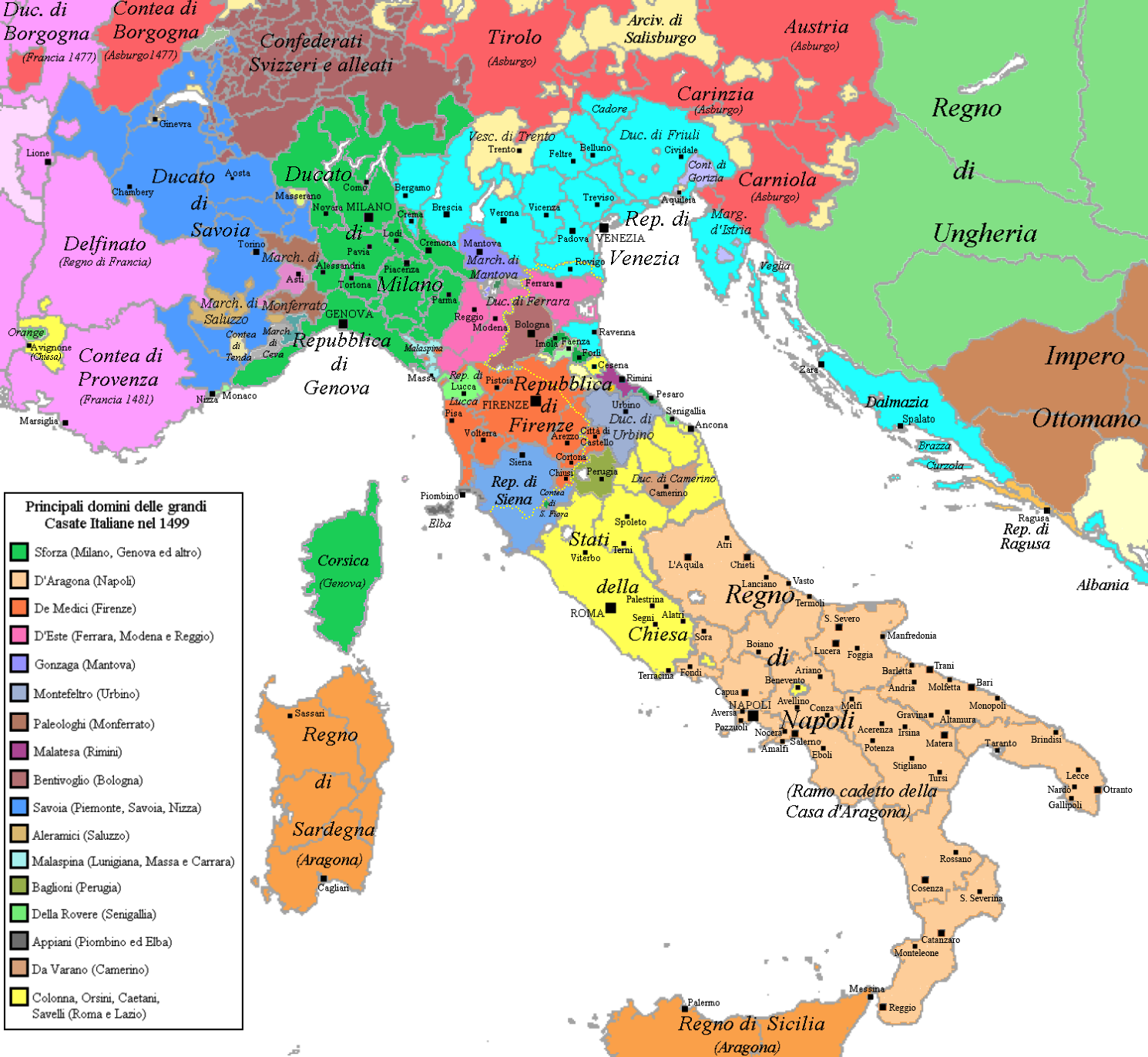
L'Italia nel 1499
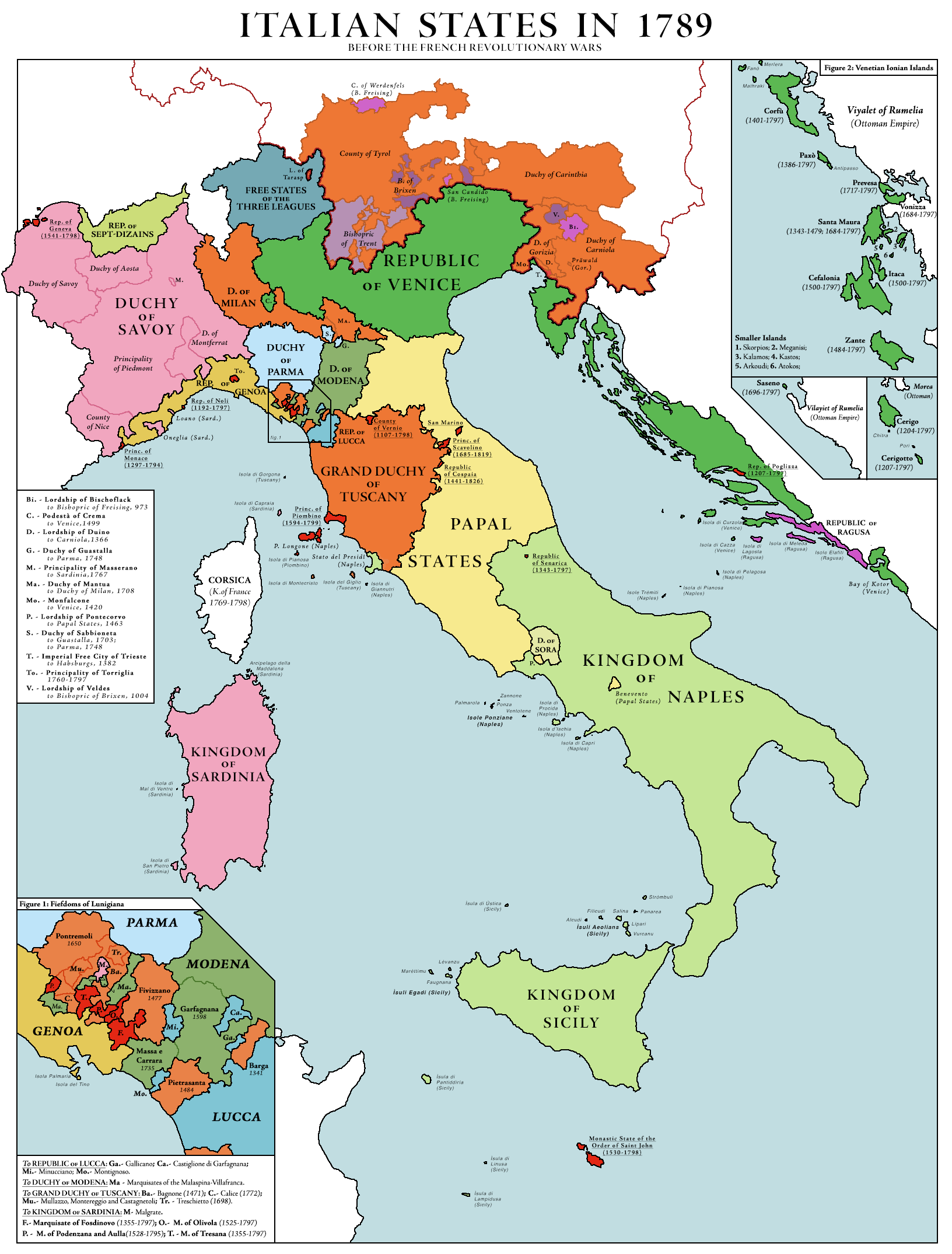
Gli Stati italiani nel 1789
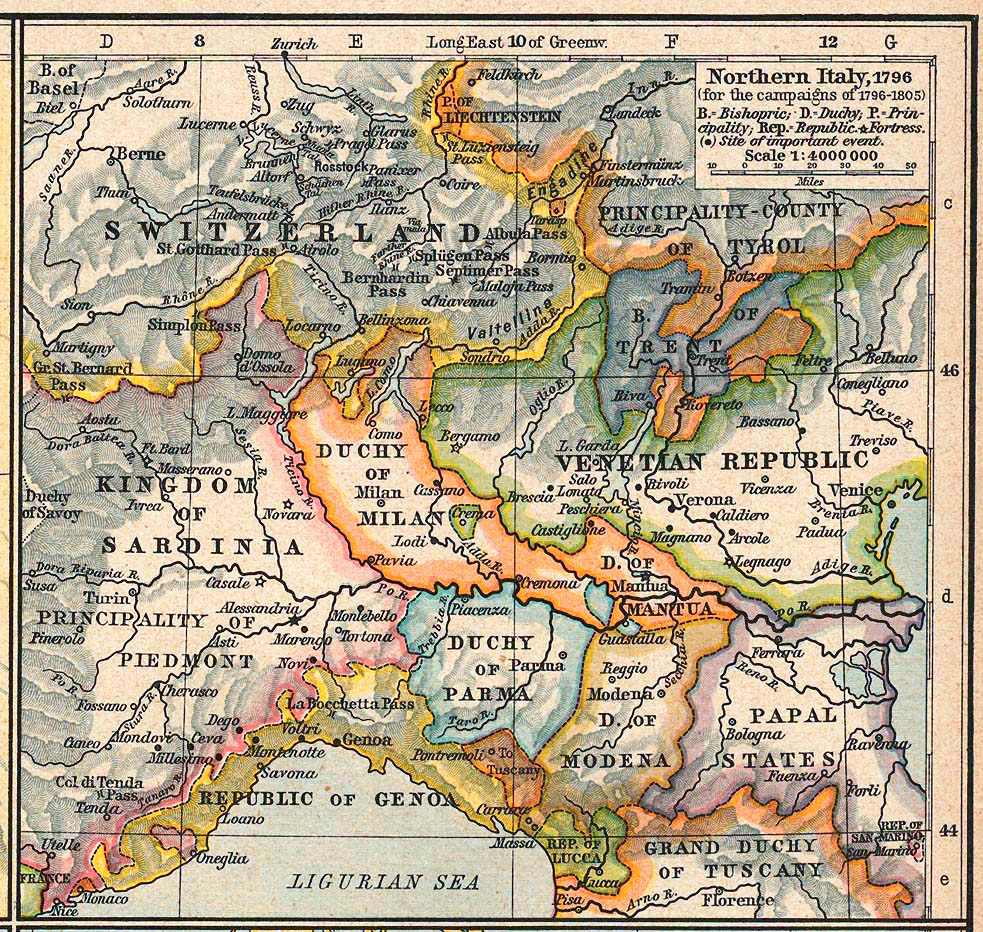
L'Italia settentrionale nel 1796
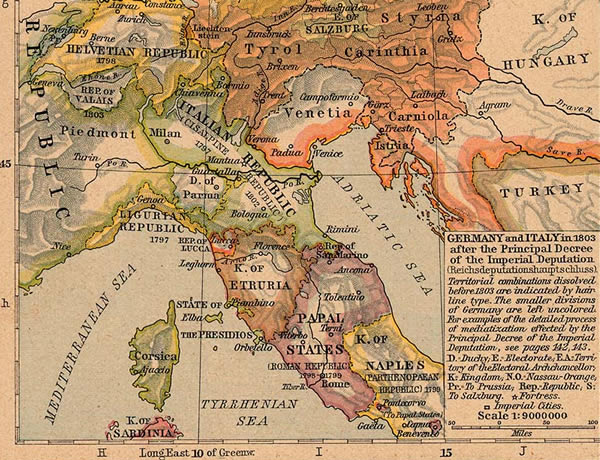
L'Italia nel 1803
L'Italia napoleonica (1810)
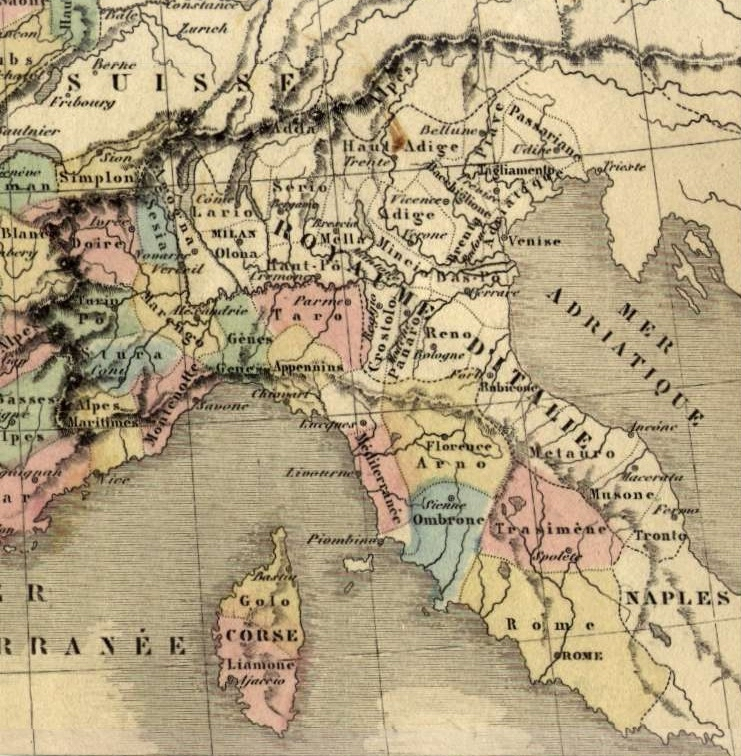
La suddivisione dell'Italia in dipartimenti durante l'occupazione napoleonica
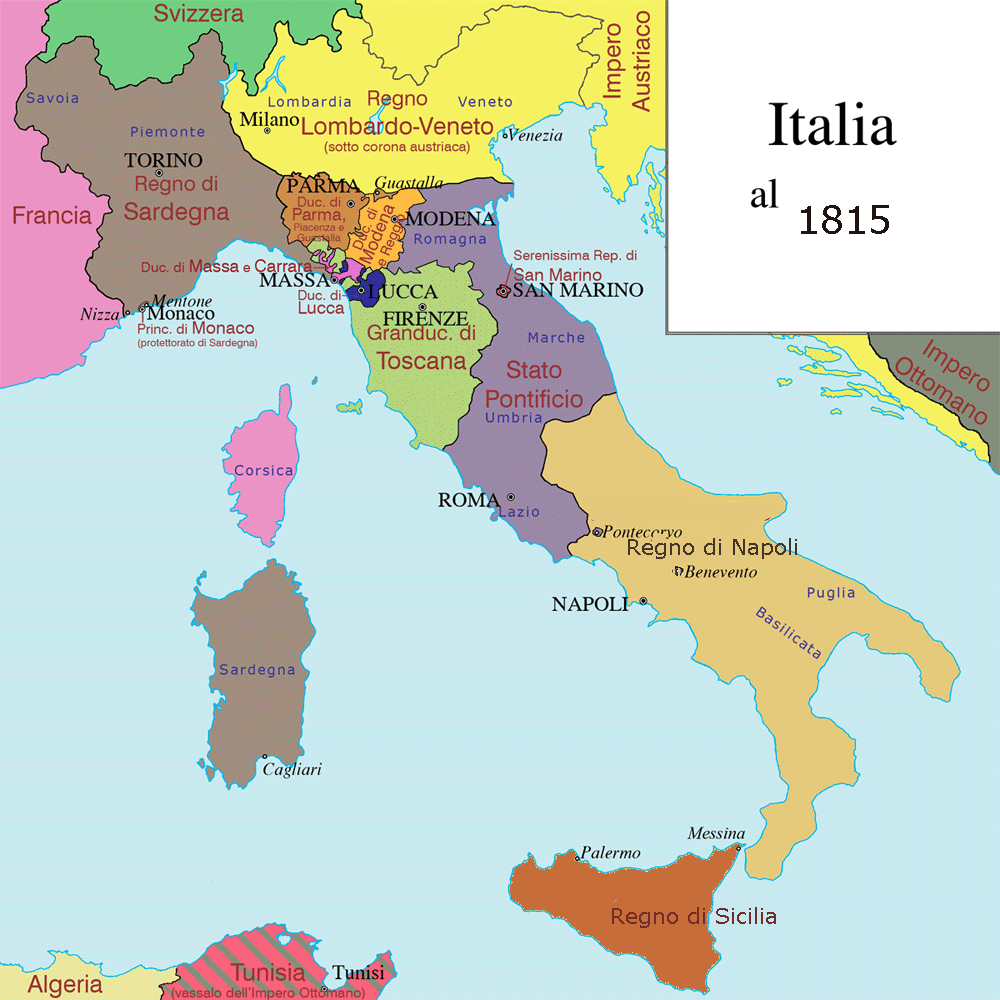
L'Italia dopo il Congresso di Vienna
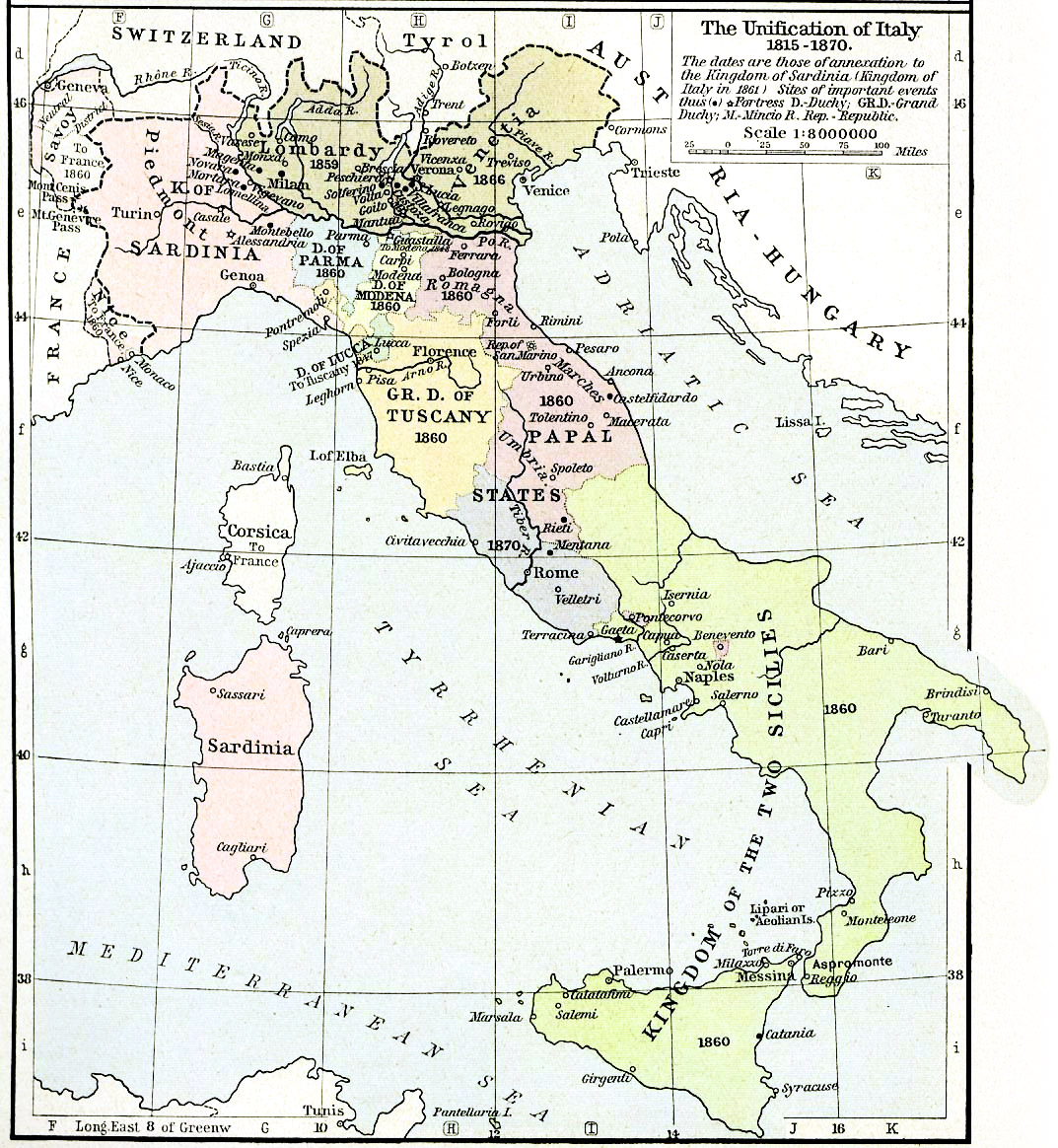
Le tappe dell'unificazione italiana